# Afro-dite
Afro-dite ist eine schwedische Popgruppe und Teilnehmer am Eurovision Song Contest 2002.

## Hintergrund
Der Bandname Afro-dite ist ein Wortspiel aus den Begriffen Aphrodite und Afro, was auf die dunkle Hautfarbe der Damen anspielt. Mit ihrem Dance-Titel Never Let It Go siegte das Trio 2002 beim schwedischen Vorentscheid, dem Melodifestivalen. Beim Finale des Eurovision Song Contests erreichte die Gruppe einen achten Platz, obwohl Afro-dite als Favoriten auf den Sieg gewettet wurden. Never Let It Go schaffte in den schwedischen Singlecharts Platz eins. Im Mai folgte das gleichnamige Debütalbum der Gruppe in die Top 10 der Albencharts.
Ein Jahr später nahm Afro-dite erneut am Melodifestivalen teil. Mit Aqua-playa schafften sie erneut den Sprung in das Finale der Vorentscheidung, mussten sich dort aber mit einem siebten Platz begnügen.
Danach wurde es ruhig um die Gruppe, die 2007 ihre Mini-Album Afro-dite zum freien Download auf ihrer Website anbot.
Wenig erfolgreich war ihr dritter und bislang letzter Versuch Schweden beim Eurovision Song Contest 2012 zu vertreten. Im ersten Halbfinale des Melodifestivalens erreichten sie nur einen fünften Platz und schieden damit frühzeitig aus.

## Mitglieder
- Gladys del Pilar (Gesang), (* 1967 in Ecuador) war ab den späten 1980er Jahren als Backgroundsängerin unter anderem für Dr. Alban aktiv und arbeitete mit Denniz PoP zusammen. Sie veröffentlichte etliche Singles, darunter 1994 Move That Body mit dem House-Projekt Look Twice, ein Top-10-Hit in Schweden.[7] 1997 erschien ihr Debütalbum Movin’ on. 2011 folgte das Gospelalbum Waiting for a Miracle.[8] Sie war darüber hinaus oft im schwedischen Fernsehen zu sehen, so 2019 in der Fernsehserie Before We Die.[9]
- Blossom Tainton-Lindquist (Gesang), (* 1962 in Stockholm) trat in diversen Musicals und im schwedischen Fernsehen auf. 1987 veröffentlichte sie eine Single, Let Go[10] und versuchte sich auch als Backgroundsängerin. Ihr Vater Graham Tainton arbeitete jahrelang als Choreograph für ABBA.[11] Später wurde sie Fitness- und Yoga-Trainerin. Sie trat jedoch nach wie vor auch im schwedischen Fernsehen auf. 2019 wurde sie zur Botschafterin der schwedischen Brustkrebsorganisation Bröstcancerförbundet ernannt.[12]
- Kayo Shekoni (Gesang), (* 1964) war in den 1980er Jahren Sängerin der schwedischen Pop-Band Freestyle, der etliche Hits in Schweden und Norwegen gelangen, darunter der zehnwöchige Nummer-eins-Hit Villa ha dej.[13] Nach ihrem Ausstieg arbeitete sie als Background-Sängerin und Tänzerin für verschiedene schwedische Künstler wie The Creeps, NASA und Anders Glenmark. Auch sie veröffentlichte diverse Solo-Platten. 1990 hatte sie einen Platz elf in den schwedischen Singlecharts mit dem House-Titel Another Mother, der von Denniz PoP produziert wurde. Auch ihre Soloalben Kayo (1990) und Kärleksland (1993) waren erfolgreich. Wie ihre Kolleginnen war auch sie oft im schwedischen Fernsehen zu sehen. 2013 und 2015 wurden bei ihr Gebärmutterhalskrebs diagnostiziert, den sie erfolgreich bekämpfte.[14]

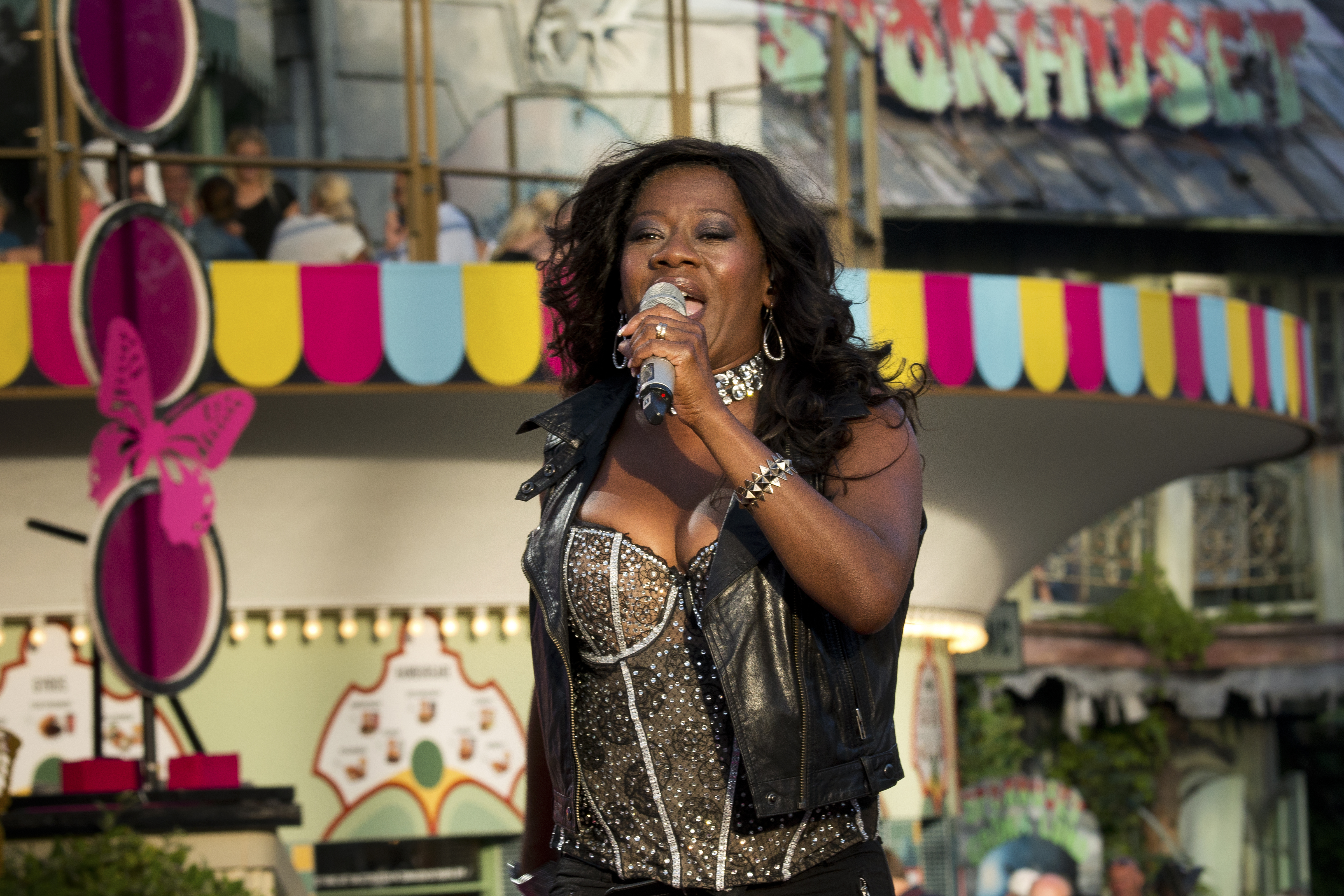
Gladys Del Pilar
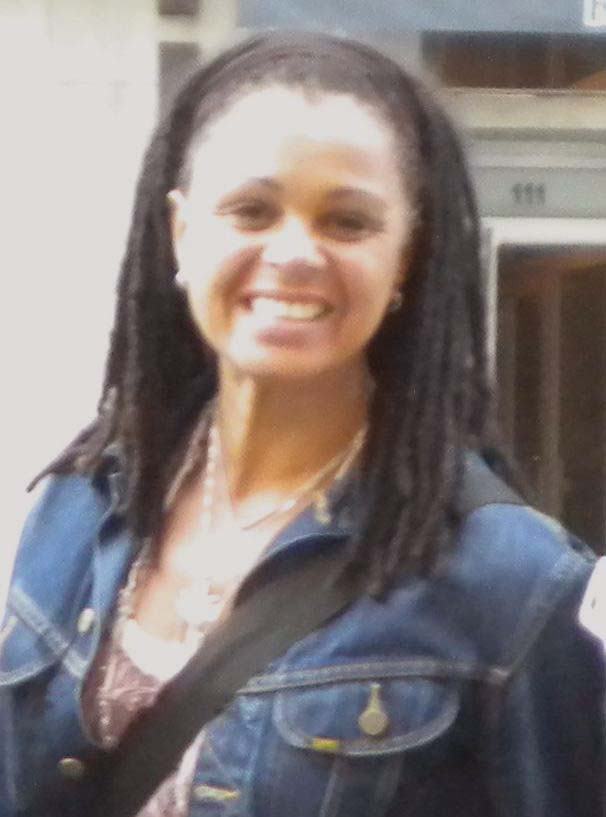
Blossom Tainton
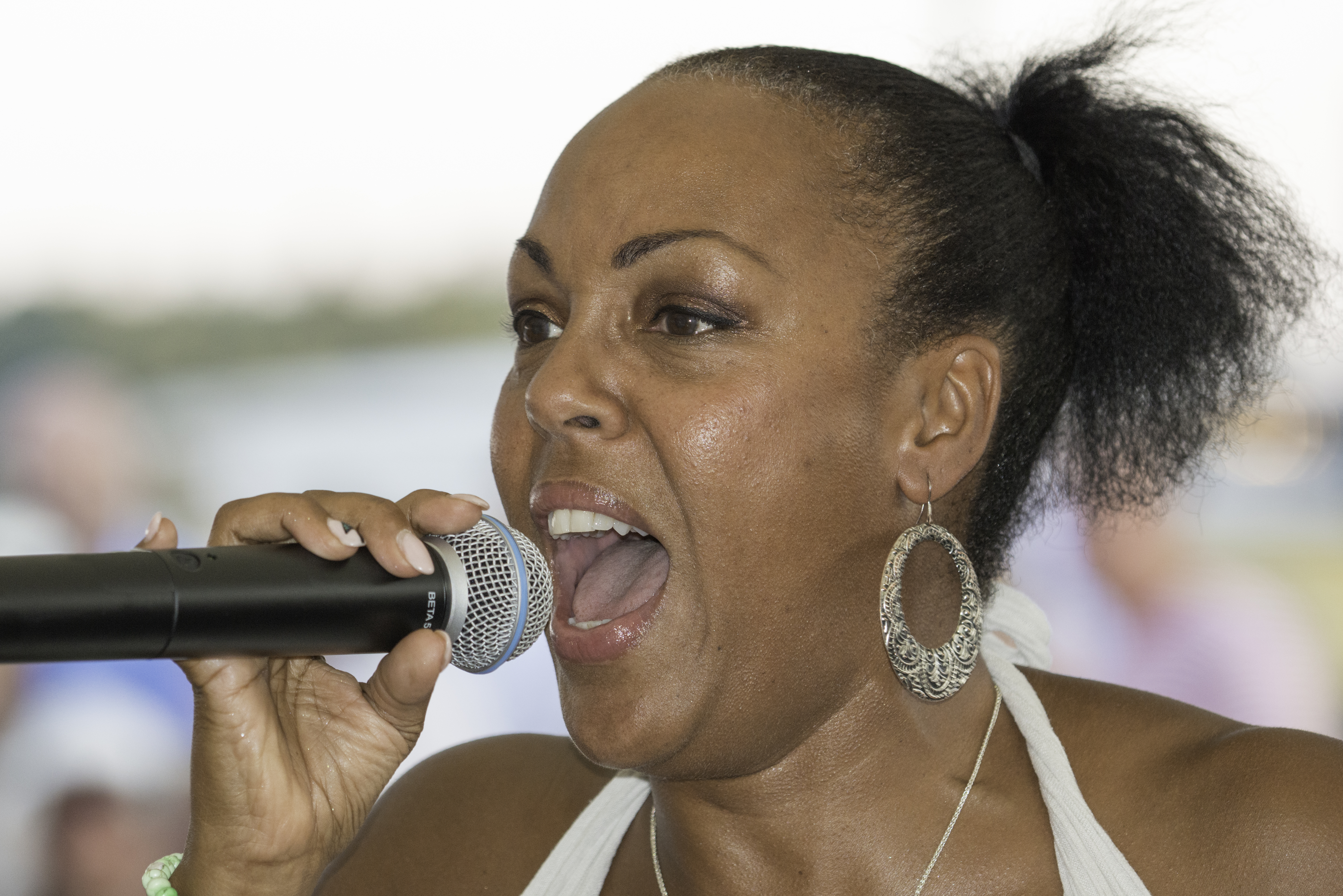
Kayo Shekoni